# 陳志雲
陳志雲（英語：Stephen Chan Chi Wan；1958年12月20日—），香港傳媒工作者，活躍於傳媒界，擔任節目旁白時使用藝名「韋家晴」，現職香港商業電台首席智囊、獨立時事評論人，早年在香港政府任職政務主任，1992年離職；獲商業電台聘用從事行政工作，兩年後轉任香港電視廣播有限公司，職位升至電視廣播業務總經理。陳志雲任職電視台期間，雖為電視台幕後，但亦親自主持《志雲飯局》等清談節目，或為某些節目做旁白，亦經常出席公開場合，其曝光率及知名度不比幕前藝員低。2010年3月，他因涉嫌貪污被檢控，2017年3月14日，終審法院推翻所有定罪。

## 生平履歷

### 个人背景
陳志雲生於香港，祖籍廣東羅定，早年就讀於聖方濟各英文小學，1977年於聖芳濟書院毕业，會考得到21分，後於香港大學主修語言學及比較文學，1981年一级荣誉畢業，同年獲聘任政務主任，與邱騰華為同屆大學同學及同屆政務官。

### 入行經歷

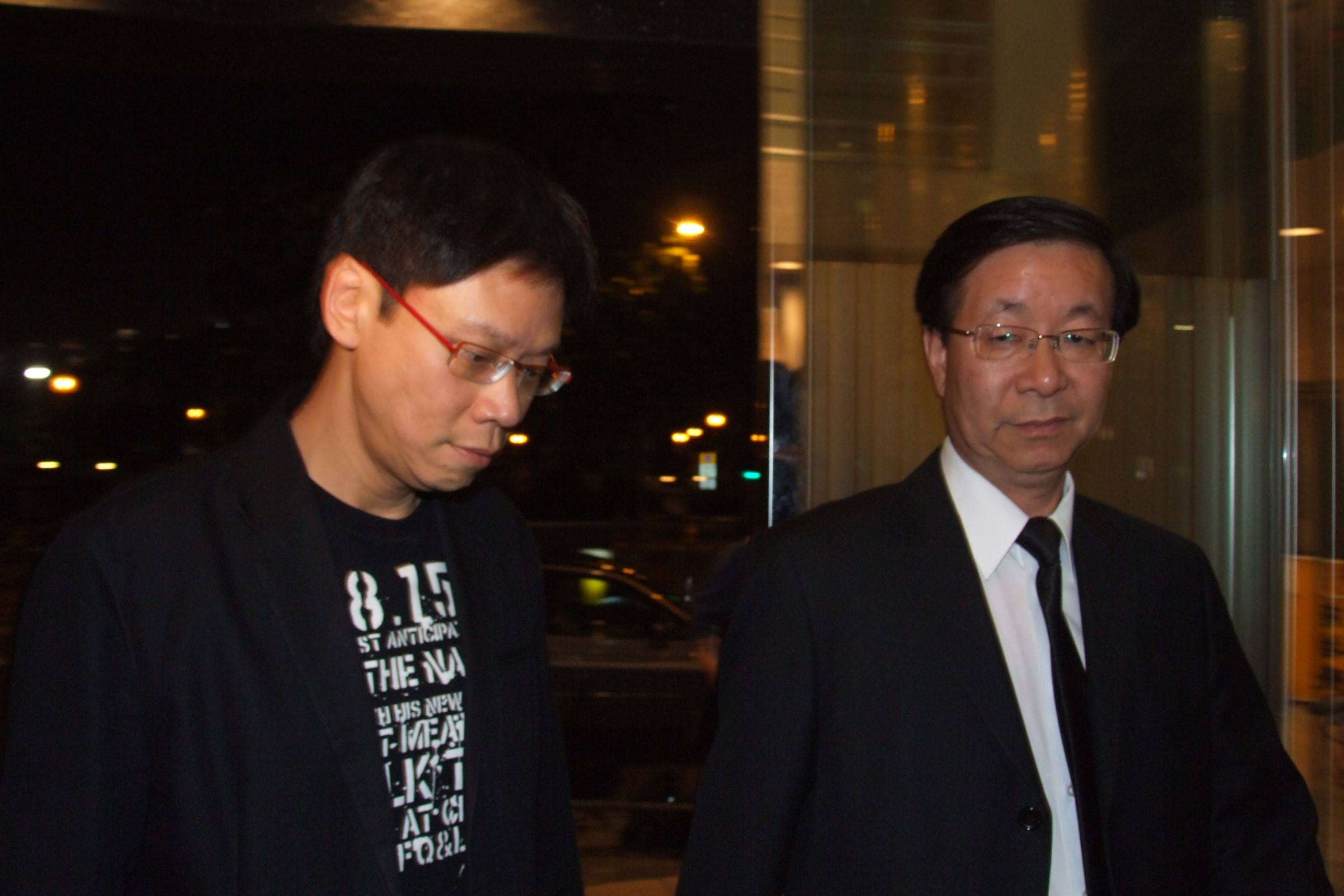
2008年5月13日，時任無綫電視電視廣播業務總經理陳志雲（圖左）及時任無綫電視企業傳訊部宣傳科副總監曾醒明到香港殯儀館出席該台體育新聞主播伍晃榮喪禮

1983年任職政府公務員期間，陳志雲以藝名「韋家晴」兼職擔任香港電台DJ並為港台電視節目旁白，1980年代獲港英政府保送到英國牛津大學深造，修讀公共行政課程，1987年被派往香港駐倫敦辦事處參與居英權的游說工作，1992年任職影視及娛樂事務管理處助理處長時獲商業電台挖角離開政府，於商業電台從事行政工作，曾參與主持晨早新聞節目《醒晨》。1995年，陳志雲轉投電視廣播有限公司（無綫電視）擔任節目部總監，2004年升任電視廣播業務總經理，估計年薪近400万港币。2009年1月1日起，陳志雲獲政府委任為香港旅遊發展局的成員。2008年5月，陳志雲獲選北京奧運火炬傳遞手傳送聖火。
轉職無綫之後，他同時以藝名韋家晴為部分無綫電視節目旁白，如《向世界出發》，並兼任香港電台電視節目《鏗鏘集》的旁述至2004年中，韋家晴這個藝名據說是由車淑梅與溫兆倫一起改的，意念是：「唯美、英俊瀟灑、有學問有修養」。他曾在生活台主持節目《志雲飯局》，訪問嘉賓包括曾蔭權、黎智英等名人。
陳志雲曾被懷疑是同性戀者，但已於報章公開否認。
他鍾愛粵劇藝術，名伶陳笑風是他的契爺和師傅。2006年起，陳志雲成为素食主义者。2010年12月9日，陳志雲宣佈向TVB請辭，計劃往外地遊學。
2013年3月4日，陳志雲出任商業電台行政總裁。2015年2月11日，陳志雲由商業電台行政總裁轉任商業電台首席智囊。陳志雲承認今次人事調動考慮因素之一是基於通訊局建議修訂《電視及電台節目守則》 ，如他以行政總裁身分做主持，會令《[[在晴朗的一天出發]]》變成商台社論，有關調動可避免日後節目要申明節目內容代表商台立場；但他強調並非主因，又指智囊新職位沒有行政實權，而他今日仍會以主持人及智囊身分，專注時事評論工作，以及繼續參加商台每逢周三召開的工作會議。
2019年，陳志雲適逢踏入六十歲，於同年七月舉行「演嘢會」作紀念，而接受相關訪問時他亦表示曾被方逸華罵他「你唔知咩叫做選美，唔知咩叫做音樂」。　
2020年4月，陳志雲開設個人YouTube頻道「志雲頻道stephenchannel」。

## 被調查獲判無罪
2010年3月11日，廉政公署拘捕電視廣播有限公司包括總經理陳志雲在內的4名職員，指控他們涉及貪污，同日被無綫电视停職，震驚娛樂圈，成為多份報刊的頭條。9月16日，陳志雲被廉署正式落案起訴貪污及詐騙罪，同案被起訴的包括其助手、製作公司董事叢培崑和無綫電視業務拓展部主管陳永孫。
2011年9月2日，陳志雲被裁定全部罪名不成立，當庭釋放，無綫電視隨即恢復陳志雲作為廣播業務總經理的權責及工作，但暫不能負責藝人管理及選角安排。針對法院的判決，律政司於2012年4月初向香港高等法院上訴庭呈交文件申請上訴，申請將案件發還重審。2012年11月21日，上訴庭撤銷無罪裁決，案件發還原審法官再處理。2013年3月7日，原審法官維持陳志雲無罪判決。
2014年8月25日，律政司第二度向上訴庭提出上訴獲得批准，案件於2015年9月8日開審。2015年10月26日，上訴庭頒下判詞，下令原審法官裁定陳志雲及叢培崑罪成，並對兩人進行判刑。2015年12月18日，兩人被判串謀收受利益罪成，分別罰款84,000及28,000港元。
2017年3月14日，終審法院一致裁定兩人上訴得直，推翻所有定罪。

## 评价
2007年，曾接受陳志雲主持的清談節目《志雲飯局》的壹傳媒集團創辦人黎智英在其專欄「為《志雲飯局》寫序」上称：跟他對面而坐，你逃不過他理性和感情的支配。有好幾陣子給他觸著感情軟弱的深處，我幾乎湧出了眼淚來。他對感情的觸覺極其敏銳，輕易便觸及別人感情的軟弱點，但他慈祥關懷的眼神卻又像激光般令你無法招架，令你不由自主把事實和內心的感情真相和盤托出。（節錄另一段）像他這樣剛柔並濟的人要是想不通，那會是很危險的，他可以變成一個笑裡藏刀、殺人不眨眼的笑面虎。陳志雲卻另一個極端。他已將人生苦樂得失想通看透，他隨遇安，盡力而為。他知道，強求不如接受，執著不如信賴，放下便是自在。他凡事笑臉迎人，那不是虛偽，而是他再沒有得失的罣礙，他自然善良、開朗，直是個得道的和尚，叫他『志雲大師』是沒有錯的。」

## 主要节目
- 廣播劇
  - 1987年，亦舒《圓舞》，香港電台。
  - 2018年《十八樓C座》客串一集，商業電台
- 電台節目
  - 《八爪魚》（香港電台第二台）1984
  - 《每一個晚上》（香港電台）
  - 《晨光第一線》（香港電台）
  - 《男人之家》（香港電台，2003年）
  - 《醒晨》（商業電台）
  - 《十人巷》（商業電台）
  - 《在晴朗的一天出發（雷霆881版）》（商業電台）
- 網絡頻道節目
  - 《Stephen ▪ 傾》（YouTube 志雲頻道 stephenchannel（页面存档备份，存于），2020年）
- 網劇
  - 《姨媽到》（YouTube 志雲頻道 stephenchannel，2020年）
- 電視主持
  - 鏗鏘集（香港電台電視部，1999年－2004年）
  - 邵逸夫獎頒獎典禮司儀（無綫電視，2004年－2010年）
  - 向世界出發（無綫電視，2006年－2008年）
  - 志雲飯局（無綫電視，2006年－2010年）
  - 志雲上素（2007年）
  - 星期三港案（毛記電視，2015年）
  - 大開眼界（天開電視，2017年12月-2018年）
  - 百萬富翁2018（亞洲電視數碼媒體，2018年）
  - 志雲拆局（香港開電視，2018年）
- 電視節目嘉賓
  - 娛樂巴巴閉（奇妙電視，2017年）
  - Interviu（ViuTV，2018年）
  - 香港故事 - 聲光路上：尋志雲大師（香港電台，2018年）

## 舞台劇演出

#### 舞台劇
| 年份                  | 劇目           | 角色     | 場數 | 場地                              |
| --------------------- | -------------- | -------- | ---- | --------------------------------- |
| 1981年                | 愛海高飛       |          |      |                                   |
| 2016年10月27－11月1日 | 莎士對比亞     | 莎士比亞 | 6    | 新光戲院大劇場                    |
| 2017年6月22－27日     | 雷雨对日出       | 曹禺     | 6    | 新光戲院大劇場                    |
| 2018年1月18－21日     | 主席萬歲       | 陳四茂   | 6    | 香港文化中心劇場                  |
| 2018年8月24－29日     | 慾望街車       |          | 6    | 新光戲院大劇場                    |
| 2018年12月20－23日    | 主席萬歲萬萬歲 | 陳四茂   | 6    | 香港演藝學院香港賽馬會演藝劇院    |
| 2020年11月12－22日    | 生死裁決       | 韓嘉義   | 12   | 西九文化區 藝術公園 自由空間 大盒 |

#### 其他
| 年份              | 名稱                        | 場數 | 場地                     |
| ----------------- | --------------------------- | ---- | ------------------------ |
| 2009年4月27－29日 | 志雲飯局LIVE ON STAGE舞台版 | 3    | 香港文化中心             |
| 2018年7月20－23日 | 志雲尋志雲登陸舞台演嘢會    | 4    | 香港理工大學賽馬會綜藝館 |

#### 演唱會嘉賓
| 年份           | 名稱                                | 場地                           |
| -------------- | ----------------------------------- | ------------------------------ |
| 2017年4月8日   | 楊立門《楊立門慈善演唱會》          | 香港大會堂音樂廳               |
| 2019年1月29日  | 楊立門《好歌萬年青楊立門演唱會》    | 香港大會堂音樂廳               |
| 2019年2月22日  | 東華三院《誌友共聚慈善音樂會》      | 伊利沙伯體育館                 |
| 2019年10月24日 | 馬浚偉《Dream Big馬浚偉演唱會2019》 | 香港演藝學院香港賽馬會演藝劇院 |

## 著作
- . 明報周刊. 2007年7月. ISBN 9789889923563.
- . 明報周刊. 2007年12月. ISBN 9789889923594.
- . 明報周刊. 2008年9月. ISBN 9789881728616.
- . 思潮廣告制作有限公司. 2009年7月. ISBN 9789881847416.
- . 明報周刊. 2009年8月. ISBN 9789881728661.
- . 思潮廣告制作有限公司. 2010年1月. ISBN 9789881884015.

## 歌曲
- 2018年《尋志雲》（志雲尋志雲登陸舞台演嘢會 主題曲）
- 2020年《同行》（處境喜劇《姨媽到》主題曲）主唱：陳志雲、石詠莉、莫竣名、劉亭君

## 外部連結
- 陳志雲｜DJ主持｜商業電台881903.com（页面存档备份，存于）
- 陳志雲的Facebook專頁
- 陳志雲的Instagram帳戶